# Hačimantai (sopka)
Hačimantai je název neaktivního stratovulkánu, nacházejícího se v severní části ostrova Honšú. Masiv vulkánu je tvořen převážně andezity. Stáří se odhaduje na pleistocén poslední aktivita není zaznamenána. V okolí sopky (na západním a jižním svahu) se nacházejí aktivní solfatary.